# Jeaniene Frost
Jeaniene Frost (13 giugno 1974) è una scrittrice statunitense  di libri fantasy.

## Biografia
Frost vive nel Maryland con suo marito Matthew.
Frost dichiarò nel suo blog che ebbe una costocondrite (patologia causata dalle infiammazioni delle cartilagini collegate alle costole superiori della gabbia toracica), inizialmente pensò che si fosse trattato di un infarto o di un'embolia polmonare. Frost dichiarò inoltre, sempre riferendosi alla costocondrite (tradotto):"Causata tipicamente da incidenti stradali, altre lesioni o dal sollevare troppe cose pesanti. Apparentemente me la sono procurata da sola a causa dello stress puro". Lo stress puro a cui si riferisce si collega alla demoralizzazione causata dal fatto che non si definiva una "vera scrittrice", dato che soffriva di depressione nel vedere altri autori parlare di giorni nei quali scrivevano 3.000, 5.000 o addirittura più di 7.000 parole quando lei a malapena superava le 2.000 dopo dieci ore.
Nota per i suoi lavori best seller sulle saghe Night Huntress e Night Huntress World, i suoi libri sono stati tradotti in diciannove diverse lingue.

## Opere

### Night Huntress
- La Cacciatrice della Notte (ISBN 9788834715888)
- La Regina della Notte (ISBN 9788834716847)
- L'Urlo della Notte (ISBN 9788834717226)
- L'Odore della Notte (ISBN 9788834717936)
- I Sussurri della Notte (ISBN 9788834720387)
- I Fantasmi della Notte (ISBN 9788834721254)
- L'oscurità della Notte (ISBN 9788834731475)

### Spin−off Night Huntress World Books
- Crepuscolo Cremisi, 2011 (su Spade)
- Eterna è la Notte, 2013 (su Chance)
- Il Bacio Eterno dell'Oscurità, 2012 (su Mencheres)

### Night Prince books (serie spin-off su Vlad)
- La Fiamma del Desiderio (in Italia, luglio 2013)
- Vlad l'immortale (in Italia, 22 maggio 2014)
- Un fuoco di passione (in Italia giugno 2023)

- Un antico nemico (in Italia giugno 2023)